# Xen
Para outros significados de Xen, ver Xen (desambiguação)
Xen (pronuncia-se Zêin) é um software livre de virtualização para as arquiteturas x86, x86-64, IA-32, IA-64 e PowerPC. Xen permite a execução de vários sistemas operacionais, simultaneamente, sobre um mesmo hardware. Versões modificadas de Linux e NetBSD podem ser usadas como base. Diversos sistemas Unix modificados podem ser executados. Desde a versão 3.0, o Microsoft Windows e outros sistemas operacionais podem ser executados sobre o Xen.
Xen foi originalmente desenvolvido como um projeto de pesquisa na Universidade de Cambridge, liderado por Ian Pratt, fundador da XenSource, Inc. Em 15 de agosto de 2007, a XenSource foi adquirida pela Citrix System Inc. pelo valor de 500 milhões de dólares. A Citrix agora suporta o desenvolvimento do projeto open source e vende também uma versão "empresarial" do software. O primeiro lançamento público do Xen foi disponibilizado em 2003.